# Xã Petit Jean, Quận Perry, Arkansas
Xã Petit Jean (tiếng Anh: Petit Jean Township) là một xã thuộc quận Perry, tiểu bang Arkansas, Hoa Kỳ. Năm 2010, dân số của xã này là 469 người.